# 이정락
이정락(李定洛, 1939년 ~)은 서울형사지방법원 등에서 법원장을 역임한 대한민국의 법조인이다.

## 생애
1939년 경주시 안강읍 신대리의 청안 이씨 충간공파의 시조 이한번(李漢蕃) 자손으로 태어나 안강제일초등학교, 경주중학교, 경주고등학교(7회)와 서울대학교 법학과를 졸업하고 제13회 고등고시 사법과에 합격하여 판사에 임용된 이정락은 서울지방법원 남부지원장과 서울가정법원. 서울형사지방법원 등에서 법원장을 역임하였다. 1993년 서울형사지방법원에서의 법원장을 마지막으로 30여년 간의 법관 생활을 마치고 변호사 개업을 하여 대한변호사협회 산하 법률구조재단의 초대 이사장을 맡아 법률 구조에 있어 기틀을 닦았다. 서울형사지방법원 법원장으로 있던 1992년에 법원에서 컴퓨터 속기 설명회를 가져 매우 좋은 평가를 받아 법원에 컴퓨터 속기가 도입되었다. 이정락은 변호사 사무소를 개업하면서  공평과 정의로 사회 고통 치유하는 힐링 변호사를 내걸고 있다.
서울고등법원에서 재직할 때 이정락은 전두환 정부의 대표적인 공안 사건이었던 아람회 사건의 항소심 재판장을 맡아 "'아람회의 목적이 구체적으로 특정되었다'고 볼 수 없을 뿐만 아니라 이 모임이 정부를 전복하겠다는 목적을 갖고 있었다고 단정할 증거가 없다"는 이유로 국가보안법상 반국가단체 구성과 반국가단체 구성원과의 회합·통신·허위사실유포에 대해 무죄를 인정하면서 최고 징역 10년이었던 형량을 징역6년에서 집행유예까지 낮춰 선고했으나 무죄 취지 판단에 대해 대법원에서 파기되었다. 또 진도 가족 간첩단 사건으로 1심에서 사형이 선고된 피고인에 대해 무기징역을 선고하면서 혐의를 모두 인정했다.
노태우 비자금 사건에서 김우중 대우그룹 회장 변호사를 하면서 "금전의 제공시기가 연말연시나 선거철등이고 제공장소도 공개된 장소였다.또 자금 제공의 목적도 통치자금으로 쓰도록 성금으로 전달한 것이니 만큼 대가성이 없었다"며 "뇌물공여가 인정되더라도 대우그룹이 아닌 시대의 관행이 뇌물 공여죄로 처벌받아야 한다.고 말했다.
이정락은 대통령 후보였던 이회창의 법률지원단장을 맡으면서 후보의 대표적인 사조직으로 꼽힌 부국팀 회장을 맡았으며 이로 인하여 대기업으로부터 거액을 불법 후원받은 등의 이유로 검찰 조사를 받았다.
사단법인 과학사랑∙나라사랑 관계자로부터 "허쉬바흐 박사가 한국의 시골 초등학교를 보고 싶어한다"는 말을 전해 들은 이정락은 2002년 10월23일에 허쉬바흐 박사와 함께 자신이 총동창회장으로 있는 모교인 안강제일초등학교를 방문하여 "기왕이면 우리 고장, 우리 모교를 방문하는 것이 영광스러울 것 같아 추천했다”고 말하면서 "허쉬바흐 박사는 외국의 어느 손님보다 귀한 손님이다"며 "앞으로 모교에서 노벨상 수상자가 탄생한다면 허쉬바흐 박사의 방문이 더욱 값지게 될 것”이라고 했다.
안강읍 안강찰토마토작목반원을 비롯해 현곡면 현곡토마토작목반 회원들과 그 가족들이 불량씨앗을 판매한 종묘상을 상대로 소송을 하다 서울지방법원에서 패소한 것을 서울고등법원에 항소하는 과정에서 이정락 변호사가 "고향주민들의 어려움을 덜어주겠다"며 자청해서 무료변론 끝에 고법에서 승소를 했다.
보수성향 변호사의 모임으로 알려진 헌변 회원이자 대한변호사협회 법률구조재단 이사장을 맡고 있던 2007년에  "법률구조사업이야 말로 이제 우리 변호사들의 책임이고 의무"라며 "변호사의 노블리스 오블리쥬는 바로 법률구조운동에 헌신적으로 참여하고 실천하는 길"이라고 말했다.
중도 성향 변호사 모임을 자처하며 2005년에 창립된 '시민과 함께하는 변호사들이 "법원 내 이념 편향적인 판사들의 활동에 대해 우려해왔고, 이른바 '튀는 판결'을 감시해야 한다"면서 창립 5주년 기념 세미나에 참석했다.
경주고도보존회와 재향 경우회 회장을 맡은 이정락은 2012년 3월 29일에 모교인 경주고등학교 1,2학년을 대상으로 미국 시인 ‘프로스트’의 ‘눈 오는 저녁 숲가에 서서’의 시 한구절인 ‘miles to go before I sleep, 잠들기 전에 가야할 길이 있다’를 인용하여 학생들이 미래에 가야하는 길에 대한 자세와 마음가짐에 관하여 3C(confidence, Concentration, Consistency)으로 강연하였다.
박근혜 정부의 문화예술계 지원배제 명단 '블랙리스트'를 작성·집행을 주도한 혐의를 받은 김기춘과 조윤선의 변호인단으로 선임된 이정락은 항소심 결심 공판에서  "피고인들이 순차적으로 공모해 청와대 정무수석실 주도로 태스크포스(TF)를 구성했다"는 특검 주장에 대해 "어떤 명목이든지 대통령 비서실장으로 실패한 대통령과 함께 처벌해야 한다는 억지 논리는 지금의 법치주의 하에서 도저히 허용될 수 없다"면서 "특검이 제시한 증거는 어느 공소사실에 부합하는지 밝히지 못하고 순차 공모부분 역시 추상적이고 애매하다"고 반박하며 피고인들에 대해 관대한 처벌을 요청했다.